# Holstein (cavallo)
Il cavallo Holstein o Holsteiner Verbant è una razza di cavalli originaria della regione dello Schleswig-Holstein, nel nord della Germania, il principale allevamento è a Elmshorn. Si pensa che sia la più antica delle razze "a sangue caldo", risalente al XIII secolo. Gli Holstein sono una forza dominante del salto ostacoli internazionale e si trovano ai massimi livelli di dressage, vengono utilizzati anche nei concorsi di completo.

## Storia della razza
Questa razza nasce dall'idea di incrociare il cavallo agricolo tedesco nativo della regione Schleswing-Holstein con i purosangue per creare all'inizio un cavallo da tiro leggero e successivamente un cavallo da sella adatto alle attività sportive.
La trasformazione da cavallo agricolo a cavallo da sport è avvenuta in modo graduale, soprattutto grazie alla tenacia dei primi allevatori, a cui dobbiamo la conservazione della razza nel periodo post bellico.
Nel medioevo si trovano le prime tracce del cavallo Holsteiner, soprattutto presso le corti dei regnanti tedeschi, all'epoca però ancora si parlava di una razza polivalente, sia cavallo sportivo per i più ricchi, che cavallo agricolo per i più poveri; ciò che distingueva i due utilizzi era la linea di sangue con cui veniva incrociato il cavallo.

### XIX secolo
Il diciannovesimo secolo portò dei cambiamenti significativi in Europa per l'allevamento di cavalli: i potenti cavalli barocchi vennero rimpiazzati dai purosangue inglesi, animali usati in prima linea per il miglioramento delle razze dei cavalli locali. Questo fu dovuto per via di sistemi sempre più efficienti di strade e lo sviluppo delle locomotive, le quali hanno fatto sì che i lunghi viaggi in carrozza fossero sempre meno necessari. Come risultato si volle creare cavalli da trasporto che puntassero all'eleganza e al bel aspetto. I cavalli di razza Cleveland Bay e i loro parenti fusi col purosangue inglese vennero importati dalla Gran Bretagna per perfezionare l'Holstein, mantenendo però invariato il temperamento.
Negli anni Sessanta dell'Ottocento, venne fondata la scuderia statale (Landgestüt) a Traventhal sotto l'amministrazione prussiana. Questo è un primo tentativo di fondare un punto di riferimento per la selezione dalla razza.
Essa si contraddistinse nel fornire agli allevatori di cavalli privati locali un accesso conveniente a stalloni di alta qualità. Il duca di Augustenburg era particolarmente influente, egli importò raffinati stalloni purosangue e incoraggiò la gente del posto a usarli. Nel 1885, Claus Hell Senior creò uno standard di razza per il cavallo Holstein: un cavallo da carrozza di classe, potente con una forte struttura ossea e passi alti e coprenti ma conservando allo stesso tempo tutte le qualità di un cavallo da sella pesante.
Nel 1891 il consulente economico Georg Ahsbahs scrisse il libro dedicato allo stallone Holstein, e dopo poco meno di 5 anni contribuì a fondare la scuola d'equitazione di Elmshorn. Lo stabilimento, oggi casa dello stallone di razza Verband, fu il primo del suo genere.
L'assegnazione a ciascuna famiglia di fattrici di un numero di discendenza (stamm) è stata praticata sin dall'inizio e ha permesso agli allevatori di monitorare le prestazioni delle famiglie di femmine.

### XX secolo
Altri cambiamenti ci furono all'inizio del XX secolo per i cavalli Holstein e i loro allevatori; La prima e la seconda guerra mondiale provocarono una maggiore richiesta di potenti cavalli per trainare i carri di artiglieria. Nel 1926, la Federation of Horse Breeders of the Holsteiner Marshes fu costretta a consegnare i loro stalloni alla scuderia statale, che li ridistribuì. Questi stalloni furono presto integrati da quelli appartenenti ad un'altra associazione regionale di allevatori, poiché due società locali si fusero nel 1935 per creare l'odierna Holsteiner verband.
Dopo la seconda guerra mondiale, la popolazione nel 1950 era composta da pochi esemplari; 11 anni dopo, questo numero è sceso di oltre un terzo. In quel decennio, i contadini avevano abbandonato l'allevamento di cavalli e la scuderia statale di Traventhal fu chiusa. Invece di permettere ai cavalli agricoli di estinguersi come razza, il Consiglio di amministrazione della federazione degli allevatori ha acquistato 30 stalloni Holstein e tre purosangue rimodellando così la direzione di allevamento. Gli ex stalloni statali erano ora di proprietà dell'associazione degli allevatori, che hanno comprato per la cifra simbolica di un marco il centro ippico di Elmshorn. Per completare lo sviluppo della razza Holstein, furono importati diversi stalloni purosangue inglesi e francesi.
Così viene fondata la prima associazione di razza, dove cominciano gli sforzi per creare il cavallo da sella e da sport attuale.
All'interno del centro di allevamento e selezione cominciano le prime gare sportive e nasce una scuola di equitazione per preparare i cavalieri da sport, piano piano, si seleziona il cavallo che vediamo oggi nello stesso centro di selezione.

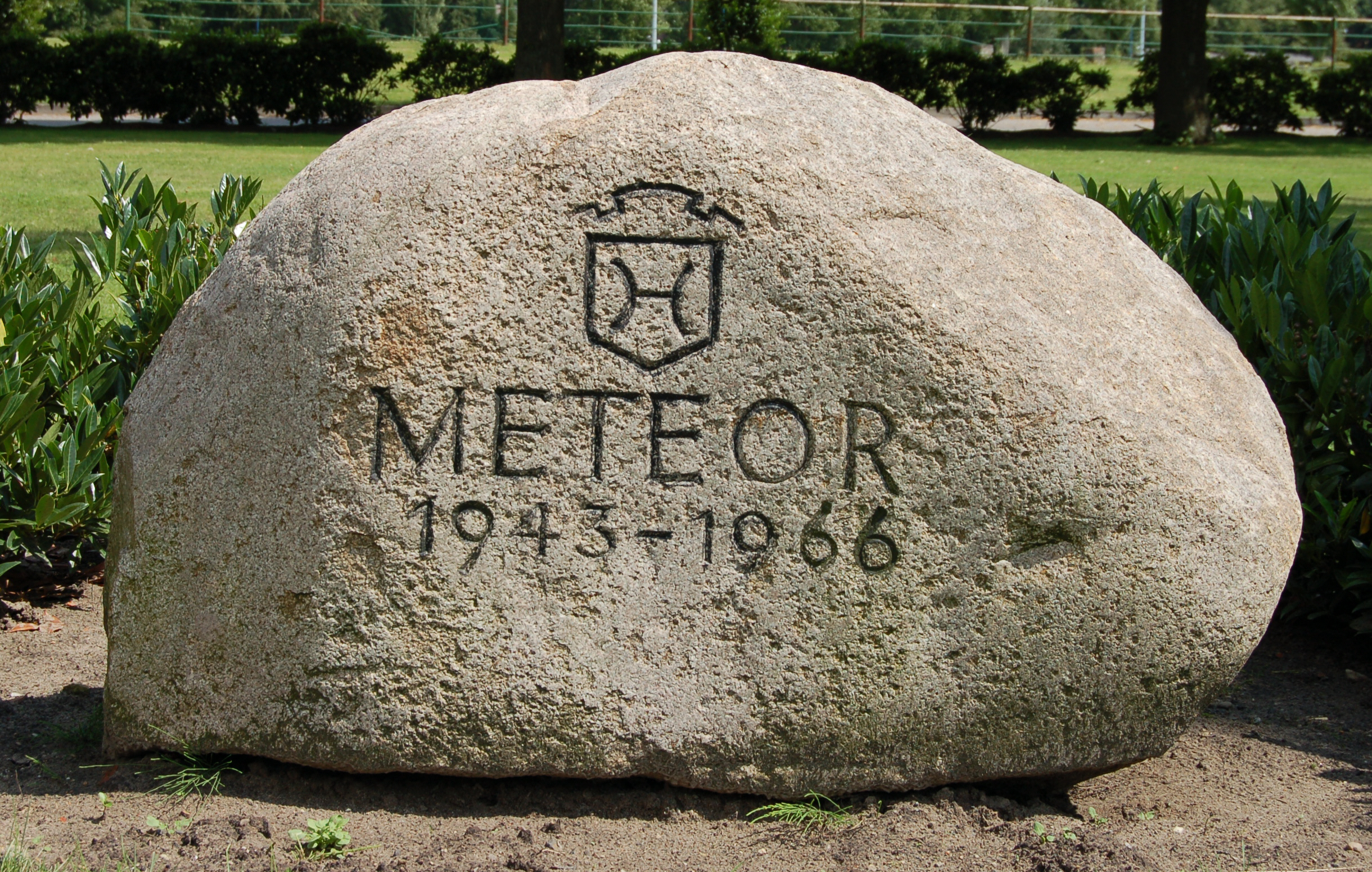
Tomba di Meteor ad Elmshorn

Negli anni Sessanta un cavallo in particolare rende famosa la razza in tutto il mondo, Meteor (da Metellus) che fece vincere alla Germania molti premi in tutto il mondo.

### Antenati importanti
Le razze a sangue caldo, inclusa la Holsteiner, sono state selezionate per soddisfare le richieste del mercato che sono in continuo movimento. Quando servivano cavalli agili, venivano usati cavalli barocchi provenienti dalla Spagna e da Napoli; invece quando erano richiesti cavalli da carrozza più vistosi, veniva impiegato il cavallo Yorkshire Coach. Dopo la seconda guerra mondiale, il cavallo da fattoria lasciò il posto al cavallo da equitazione e al cavallo sportivo. Gli allevatori Holstein hanno raggiunto i loro obiettivi di selezione nel secolo scorso con l'uso di stalloni purosangue, anglo-arabi e anglo-normanni. La base della cavalla con cui gli allevatori stavano lavorando era di tipo a sangue caldo pesante. Erano calmi e sensibili, con grande profondità e ampiezza ma anche con eleganza, qualità e andature attive adatte al coaching. Gli Holstein di quest'epoca mancavano di elasticità e atletismo per il dressage, erano pesanti e lenti a saltare le recinzioni. Pertanto, le influenze dovute alla selezione riguardo alla forza trazione dovevano essere eliminate, per lasciare posto alle caratteristiche sportive.
- Ramzes AA[5](1937-1965) grigio anglo-arabo, 166 cm (Rittersporn xx - Shagya X-3 - Bakszysz ox) Allevato in Polonia. questo stallone grigio omozigote, con un maschio purosangue e una cavalla di razza araba Shagya, fu tra i tre più importanti stalloni tedeschi. fu affittato dalla scuderia statale di Neuendorf per le stagioni di monta del 1951, 1952, 1959 e 1960. A periodi venne mandato in Vestfalia, dove viene fondata la linea maschile da dressage, con Rubinstein. Tuttavia all'interno della razza Holstein Ramzes AA, ha prodotto saltatori internazionali del calibro di Retina, Ramona e Romanus. una sorella piena di Romanus, la cavalla Vase produsse quattordici puledri per Holstein inclusi i migliori stalloni Maurus e Montreal. Ramzes AA ha generato Raimond, il padre di Ramiro: "lo stallone del secolo".[6]Immagine storica di un antenato della razza

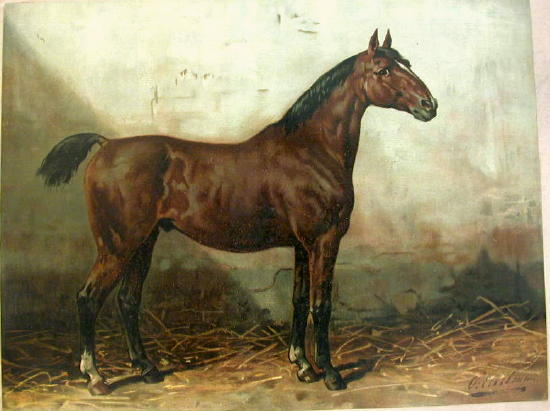
Immagine storica di un antenato della razza

- Anblick xx[7] (1938-1964) purosangue morello o baio , 161 cm (Ferro xx - Herold xx - Nuage xx) Allevato alla scuderia della regione di Graditz. Anblick xx è stato il primo cavallo selezionato nel secondo dopoguerra. In confronto alle loro madri, la sua prole era di ossatura più leggera, con degli ottimi movimenti, saltatore di eccezionali doti e coraggioso. Anblick xx ha lasciato 14 figli maschi approvati e 49 fattrici. Il suo miglior figlio era Aldato, nonno materno di Landgraf. Ha anche generato i cavalli Antonietta e Veneto, che hanno gareggiato alle Olimpiadi.
- Cottage Son xx[8] (1944-1964) purosangue nero o marrone, 164 cm (Young Lover xx - Cottage xx - Speed xx) Allevato in Inghilterra. Cottage Romance ha rappresentato sia la Gran Bretagna che suo padre, Cottage Son xx, nell'evento alle Olimpiadi di Roma del 1960. L'anno prima, Cottage Son xx fu mandato a Elmshorn per fare da riproduttore con fattrici Holstein più pesanti. La scuderia statale di Traventhal stava per essere sciolta, poiché l'allevamento di cavalli era in un periodo stagnante. In qualità di promotore, Cottage Son xx produsse buoni cavalli da sella con temperamenti disponibili e onesti. Le sue figlie erano eccezionali, producendo artisti del calibro di Lord e Ramiro. Lasciò 53 fattrici e 14 figli approvati, e il migliore tra loro fu Console. Tuttavia, l'influenza duratura di questo purosangue si fa sentire principalmente attraverso il suo pronipote Campidoglio I e oggi attraverso le famiglie femminili.
- Marlon xx (1958-1981) purosangue con il mantello grigio pomellato, 164 cm (Tamerlane xx - Fairford xx - Knight of the Garter xx). Allevato in Irlanda. Marlon xx generò cavalli strutturalmente corretti con grandi andature, con caratteri duri, competitivi e resistenza mentale. Egli era un padre particolarmente bravo per i cavalli Eventing, tra cui Madrigal, il quale alle Olimpiadi di Montreal ottenne una medaglia di bronzo individuale e una medaglia d'argento a squadre. Suo nonno Persian Gulf xx è fratellastro di Precipitation xx, il padre di Furioso xx. Suo figlio Montevideo era un membro della squadra di dressage per la medaglia d'oro alle Olimpiadi di Los Angeles del 1984. Marlon xx aveva un mantello grigio pomellato, molto scuro, ed era noto per la produzione della prole di palomino. Inoltre, lasciò 43 madri States Premium tra innumerevoli fattrici e 21 figli approvati tra cui il padre olandese Kommandeur (ex Manchester) e il padre modello danese Martell.[9]
- Ladykiller xx (1961–1979) purosangue, 164 cm (Sailing Light xx – Loaningdale xx – Apron xx) Allevato in Inghilterra. Ladykiller xx era potente e maschile, sorprendente, corretto e considerato molto attraente, con una testa di qualità. Il suo tipo, lombi piuttosto aperti e collo alto e crestato, sono tutte caratteristiche comuni della razza Holsteiner. Dal padre ha ereditato non solo il suo bell'aspetto, ma anche le andature, il carattere forte, il temperamento gentile e, soprattutto, una grande tecnica di salto. I suoi figli migliori, tra i tanti, erano Lord e Landgraf I. Ladykiller xx è responsabile della frequenza con cui i nomi di sangue caldo iniziano con la lettera "L"[10]
- Cor de la Bryére (1968-2000) mantello baio scuro Selle Français, 166 cm (Rantzau xx - Lurioso - Landau). Allevato in Francia. L'importazione di Cor de la Bryére, comunemente detto Corde, fu voluta grazie al successo dei suoi due cugini Furioso II e Futuro, a Oldenburg. È difficile sopravvalutare l'influenza del Corde sull'allevamento dei cavalli da salto. Con la raffinatezza della tecnica, l'elasticità e una forza infinita, il Corde portò agli allevatori Holstein esattamente ciò di cui avevano bisogno. La sua lista di discendenti nello sport di salto è ampia. Inoltre, la prole di Corde era gentile e facile da guidare con galoppi ben bilanciati. I suoi figli includono Caletto I, Caletto II, Caletto III, Calypso I, Calypso II, Calypso III, Calypso IV, Corrado I, Corde-Star e Cordalmé Z.[11]

## Utilizzi
Sebbene gli Holstein comprendono solo il 6% della popolazione totale europea, hanno contribuito a un notevole susseguirsi di successi, specialmente nelle gare di salto a ostacoli. Gli Holstein sono eccellenti anche nelle altre gare di equitazione, tanto che ce ne sono molti nella scena internazionale di dressage, concorsi completi e attacchi.

Marchio ufficiale della razza Holstein

Il libro genealogico dell'Holstein è stato classificato al terzo posto nella gara internazionale di salto a ostacoli dalla World Breeding Federation for Sport Horses (Federazione Mondiale delle Razze per Cavalli Sportivi) nel 2008. Inoltre, le classifiche Top 30 degli stalloni del 2008 furono dominate proprio dagli Holstein: No. 6 Caretino, No. 8 Libero H, No. 11 Cassini, No. 13 Calido, No. 17 Carthago, No. 18 Contender, No. 19 Corrado I, No. 20 Calvados, No. 28 Corland, No. 29 Acord II. Le medaglie olimpiche nel salto a ostacoli, con il marchio Holstein includono Cendric e Carlsson vom Dach (team oro, Pechino), In Style (team argento, Pechino), Nobless M e Cantus (team bronzo, Pechino), Fein Cera (team oro, Atene), Cardento and Magic Bengtsson (team argento, Atene), Cöster (team bronzo, Atene), Cento (team bronzo, Atene e team oro, Sydney), Calvaro V (team argento, Sydney), Classic Touch (oro individuale, Barcellona), Orchidee (team oro, Seul), Robin (team oro, Monaco), e Trophy (team oro, Monaco and team argento, Montreal).
Nel Nord America, gli Holstein vengono spesso impiegati come show hunters di alta qualità. Nella top 20 degli Hunters elencata dalla USEF nel 2008, gli Holtein erano ancora una volta i cavalli dominanti: No. 1 Cheenook, No. 3 Cassini I, No. 6 Acorado I, No. 9 Come Back II, No. 11 Acord II, No. 13 Coriano, No. 15 Carano, No. 16 Hemmingway, No. 19 Burggraaf.

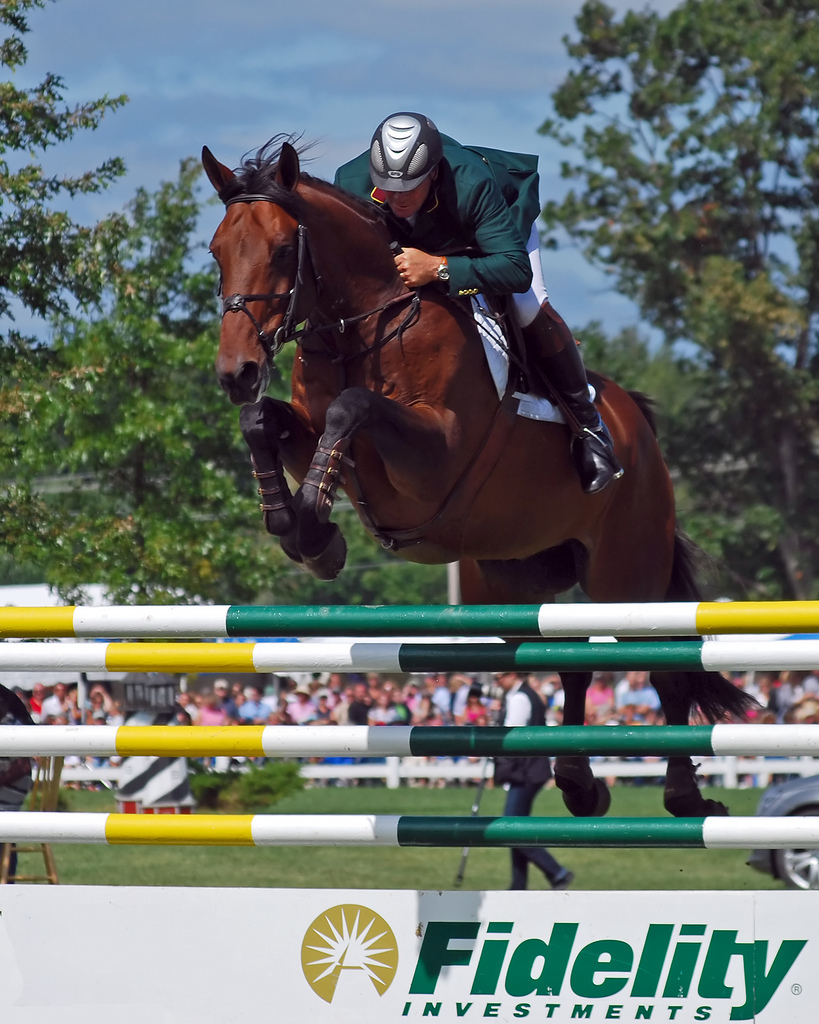
Kevin Babington 1997 ca. Cavallo Caracas 49 da Carthago Z x Cor de la Bryere. Fidelity Jumper Classic.

Gli Holstein che hanno raggiunto i più alti livelli sono meno comuni, nonostante ciò esistono. Le generazioni successive della selezione per la forza di salto hanno donato agli Holstein una prestanza fisica maggiore, ponendo così il libro genealogico all'ottavo posto nella classifica internazionale di dressage dalla World Breeding Federation for Sport Horses nel 2008. Cheenook, cavallo menzionato sopra come stallone No. 1 dell'USEF nel 2008, gareggiò contro Intermediare I nel Dressage e partecipò due volte di seguito nei campionati della German Federal Dressage Horse. Gli Holstein attualmente competono nel Dressage internazionale incluso Liebling II (Lorentin I), Amicelli (Amigo), The Lion King B (Landos), Lanzaro (Lavall I), Samsung Cinque Cento (Cambridge), and Jamiro Rosso (Caletto).
L'impatto che gli Holstein hanno dato nel dressage non si limita solo a questi cavalli, bensì anche lo stallone No. 6 dell'international dressage horses e Flemmingh, derivato da due genitori Holstein: performance nel concorso completo internazionale. Questo punto fu evidenziato nel 2008 quando Marius, un Holstein di Coundrieu xx, vinse la medaglia d'oro individuale a Pechino. Madrigal e Albrant vinsero rispettivamente il bronzo individuale e l'argento a squadre.

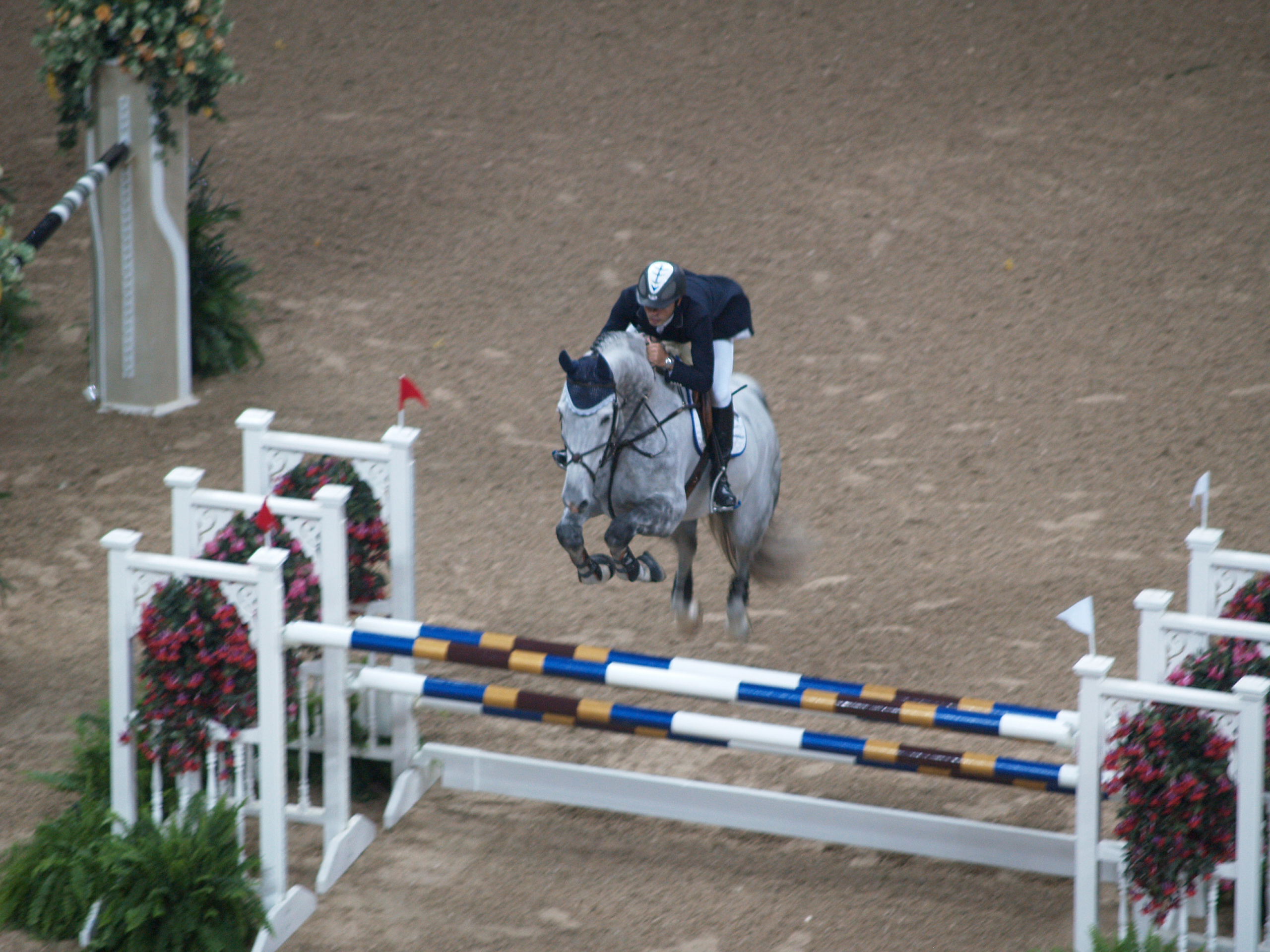
R. Pessoa con Coeur (Calido) al FEI World Cup

Oggi gli Holstein competono nei concorsi completi della FEI rappresentati da Sundancer (Sunset Boulevard xx), ADM. V. Schneider (Sir Shostakov xx), So Lonely (Salient xx), Master Boy (Martel xx), e Lacapo un figlio di Landgraf, e Texas una figlia di Carneval. Fedele alla sua discendenza, Flemmingh è conosciuto per la sua bravura nel jambette. Inoltre nella lista dei migliori stalloni della FEI i cavalli da dressage sono il No. 14 Contango, il quale riesce a farsi conoscere negli Stati Uniti, e il No. 25 Carpaccio. Come Cheenook, Carpaccio fu generato anche da Carentino.
Gli Holstein per provare il loro valore ad un livello olimpico riuscirono a vincere entrambe le medaglie d'oro nella competizione individuale alle olimpiadi di Montreal del 1976, vinte da Granat. Il figlio di Marlo xx, Montevideo, fu un membro della squadra vincitrice dell'oro di dressage a Los Angeles.
La maggior parte degli Holstein con la velocità per eccellere nel concorso completo hanno un maschio purosangue. Secondo il libro genealogico, essi sono stati classificati come No. 6 in base alle Coolroy Piter (Caretino).
Un numero non grande ma significativo di Holstein sta continuando a preservare il suo ruolo storico competendo nello sport degli attacchi. Il campionato mondiale del 1976 in questa disciplina fu vinto da Emil Jung e 4 Holstein.

## Morfologia
Gli Holstein sono cavalli a statura media con una media compresa tra da 163 a 173 cm al garrese. Gli stalloni approvati devono avere un minimo di 162 cm e le fattrici un minimo di 157 cm. Il tipo, o l'aspetto generale, esibito dagli Holstein è quello di un cavallo da equitazione atletico. Come razza, gli Holstein sono noti per i loro colli arcuati, piuttosto alti e potenti. Il collo pesante è stato perpetuato anche nelle moderne Holstein con l'aiuto di Ladykiller xx e di suo figlio, Landgraf. Nei secoli passati, gli Holstein hanno mantenuto il caratteristico naso romano del cavallo barocco, ma oggi è stato sostituito da una testa più piccola con grandi occhi. Queste caratteristiche conformazionali danno alla maggior parte degli Holstein un buon equilibrio e un movimento elegante.
Prima dell'inizio della meccanizzazione, questi cavalli erano usati in agricoltura per il tiro, come cavalli da carrozza e occasionalmente per l'equitazione. Il libro genealogico chiuso e l'attenta conservazione delle linee familiari femminili hanno assicurato, ai cavalli di Holstein un carattere unico. La razza è sopravvissuta grazie alla volontà degli allevatori di conformarsi alle mutevoli richieste del mercato. Il salto con la testa alta e i difetti delle gambe sono stati corretti con una tecnica di salto flessibile e basculante e stalloni di miglioramento strutturalmente corretti. Negli ultimi 15 o 20 anni, si sono verificati raffinatezza e fascino estetico ancora più pronunciati.

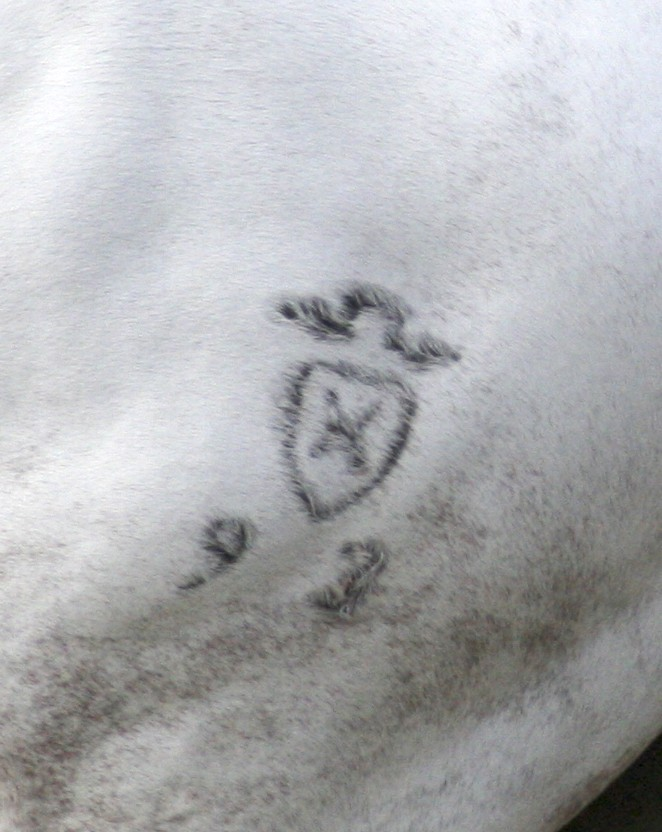
Marchiatura che ad ogni Holstein viene effettuata quando sono puledri per il riconoscimento immediato.

Il modo più semplice per identificare un Holstein è tramite il marchio caldo sul fianco sinistro, che viene dato ai puledri quando vengono ispezionati per i documenti e passaporto. I puledri al di fuori del registro principale possono ricevere una marca alternativa. Nella maggior parte dei casi, le ultime due cifre del numero di vita fanno parte del marchio. Molti maschi Holstein hanno nomi che iniziano con le lettere "C" o "L" a causa del predominio delle linee maschili perpetuato da Cor de la Bryére, Cottage Son xx e Ladykiller xx. Le puledre, tuttavia, vengono nominate per anno con I e J che coincidono, Q e X non vengono utilizzati. Ad esempio, le puledre nate nel 1986 e nel 2008 avevano nomi che iniziano con la lettera "A". L'uso del nome del padre come parte del nome della sua prole è sconsigliato.

### Andature
Gli Holstein in generale hanno passi rotondi, generosi ed elastici con impulso dalle anche e equilibrio naturale. In movimento, gli Holstein mantengono il carattere dei loro antenati nati per trainare le carrozze, spesso esibendo dei movimenti più riuniti, leggeri ed eleganti degli stessi purosangue.La riconosciuta specializzazione per la capacità di salto nella razza a volte significa che la qualità del passo e del trotto ne risente, sebbene questa non sia la regola. Il galoppo, che è tipicamente leggero, morbido, equilibrato e dinamico, è l'andatura migliore della razza.

### Colori del mantello
Similmente alle razze di cavalli nelle zone vicine di Oldenburg, Groninga e Frisia, le Holstein tradizionali erano di colore scuro e minimamente contrassegnate. Questa tendenza si è evoluta in una preferenza per il nero, il baio scuro e il marrone, sebbene siano consentite anche tonalità più chiare come i grigi. I cavalli con grandi macchie bianche che suggeriscono un modello di pinto o uno qualsiasi dei tratti associati allo spotting leopard sono esclusi dal registro. Nonostante il fatto che il palomino e il pomellato baio non siano colori accettabili per l'Holsteiner, il riproduttore del miglioramento genetico, il purosangue Marlon xx era lui stesso un pomellato scuro che ha lasciato il registro con un certo numero di prole di palomino e pomellati.

### Temperamento
Ci sono Holsteiner pigri e imperturbabili e Holsteiner sensibili e imprevedibili. Alcune famiglie, come quella del Capitol I, sono note per un temperamento semplice. I dilettanti possono trovare cavalcature semplici, cooperative e stabili, mentre i professionisti possono trovare cavalcature audaci e sensibili; non esiste un temperamento perfetto. Molte Holstein sono equilibrate, nervose, affidabili e audaci. Alcuni critici della razza, o di particolari lignaggi al suo interno, trovano che una forte selezione per le prestazioni di salto si traduca in saltatori di alto livello capaci, ma a costo della cavalcabilità.